# Platonisten van Cambridge

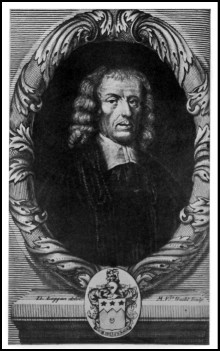
Henry More, een van de filosofen van de Platonisten van Cambridge

De Platonisten van Cambridge waren een groep wijsgerig gevormde theologen uit Cambridge uit de 17de eeuw. Zij verdedigden de voorrang van het geestelijke boven het lichamelijk-materiële. Deze schrijvers hielden er geen gemeenschappelijk ideeënstelsel op na. Wat hun samenbond was dat ze allen teruggrepen op het platonisme van zowel Plato zelf als Plotinus. Ze deelden de centrale overtuiging van het platonisme, dat de ware werkelijkheid geestelijk van aard is. 
De grondlegger van deze beweging was Benjamin Whichcote (1609-1683). Andere bekende vertegenwoordigers waren Ralph Cudworth (1617-1688) en Henry More (1614-1687). 

## Filosofie
Als benaming laat 'Cambridge Platonists' een eenheid van denken uitschijnen die er binnen deze groep echter niet was. Het is eerder een overkoepelende term voor een hele reeks variërende overtuigingen en ideeën. Hun platonisme omvatte meer dan de zuivere leer van Plato en werd ook gevormd uit platonische ideeën zoals ze bijvoorbeeld reeds geprefigureerd zouden zijn door Hermes Trismegistus, in de Chaldeïsche orakelen en in Pythagoras. Deze ideeën vonden ze ook bij de kerkvaders, in het neoplatonisme van Plotinus en Proclus en in het Florentijnse neoplatonisme van Marsilio Ficino. Ze maakten vanuit theologische en apologetische  motieven een eclectisch gebruik van verschillende filosofische bronnen.
Aanvankelijk zagen de platonisten van Cambridge René Descartes als een waardevolle bondgenoot tegen zowel het materialisme en het oude scholastieke aristotelisme. Zij kwamen echter uiteindelijk tot de conclusie dat Descartes' mechanistische verklaringen van de natuurlijke wereld niet strookten met hun overtuigingen. Hoe dan ook behoorden de platonisten van Cambridge tot de eerste denkers die Descartes in het Engels lazen en More voerde zelfs een uitgebreide correspondentie met hem. Net als Descartes, waren de platonisten van Cambridge dualisten en ze beschouwden het dualisme van geest en materie als onmisbaar voor hun verdediging van de geestelijke wereld tegen de materialistische reductie.
De platonisten van Cambridge verwerkten de erfenis van Descartes op een manier die recht inging tegen die van hun tijdgenoot Thomas Hobbes. Volgens hen was de ware werkelijkheid immers niet materieel (res extensa), maar ideëel (res cogitans). Belangrijke uitgangspunten waren achtereenvolgens: 
- het bestaan van God als oneindige Geest.
- het bestaan en de waardigheid van de onsterfelijke menselijke ziel
- de afhankelijkheid van de materiële werkelijkheid van de geestelijke
- de realiteit van de menselijke wil.

Op basis van deze uitgangspunten bestreden ze het materialisme van Hobbes. Ook bestreden ze de verkiezingsleer van het calvinisme. 
De platonisten hadden een onbeperkt vertrouwen in de menselijke rede. Dit standpunt verbond hen met zowel Descartes als Hobbes. Ze roemden de rede als de betrouwbare, door God zelf in de mens ingeschapen gids. Als men tegen de rede inging, ging men in tegen God. 
Het christendom moest zich ontdoen van al het onredelijke bijgeloof dat ze in de loop van de geschiedenis had verzameld. Er kan geen tegenstelling bestaan tussen godsdienst, rede en filosofie. De grondslag van onze kennis over God is de rede, en niet een bovennatuurlijke verlichting door Gods Geest. 
Vanuit deze principes voerden de platonisten een pleidooi voor een gematigd en praktisch christendom. Ze verzetten zich tegen alles wat neigde naar sektarisch fanatisme. Ze wilden geen dogmatisch systeem ondersteunen, maar de essentiële waarheden van het hele christendom ondersteunen.
Dit type christendom wat zij voorstonden werd bekend als latitudinarinisme.

## Vertegenwoordigers
- Ralph Cudworth (1617–1688)
- Nathaniel Culverwel  (1619–1651)
- Henry More (1614–1687)
- John Smith (1618–1652)
- Peter Sterry (1613–1672)
- Benjamin Whichcote (1609–1683)
- Anne Conway

## Belangrijkste werken
- Ralph Cudworths belangrijkste werken waren The True Intellectual System of the Universe (1678) en het postuum gepubliceerde Treatise concerning Eternal and Immutable Morality (1731).
- Nathaniel Culverwels belangrijkste werk was Light of Nature (1652).
- Henry More  schreef vele boeken. Als  platonist waren zijn belangrijkste werken Manual of Ethics (1666),  Divine Dialogues (1668) en Manual of Metaphysics (1671). Van al deze werken bleek achteraf Divine Dialogues het meest invloedrijk.
- John Smith, een student van Benjamin Whichcote, werd vooral bekend om de elegante stijl en eruditie van zijn postuum gepubliceerd werk Select Discourses (1660).
- Benjamin Whichcote was een van de leiders van de beweging, maar publiceerde niets tijdens zijn leven. Hij schreef wel veel van zijn sermoenen op. In 1685 verscheen  Some Select Notions of B. Whichcote, nadien, in 1689, Select Sermons, dan volgde in 1701 Several Discourses en ten slotte verscheen een verzameling citaten als  Moral and Religious Aphorisms in 1703.